# 吴新明
吴新明（1969年6月—），男，汉族，江苏吴江人，中华人民共和国政治人物，中国共产党党员。南京航空航天大学电子工程系无线通信专业大学毕业，中共江苏省委党校政治经济学研究生。

## 生平
吴新明于1988年9月考入南京航空学院电子工程系无线通信专业，并于1992年6月加入中国共产党，同年8月毕业并回到吴江市参加工作，任中共吴江市委办公室办事员、综合科副科长，1998年10月升任中共吴江市委办公室副主任科员，任职期间，吴新明曾于1999年9月至2002年6月在中共江苏省委党校政治经济学专业学习，2002年11月升任吴江经济开发区经济发展局局长，2005年5月任吴江市招商局局长，2007年4月出任中共吴江汾湖经济开发区党工委委员、管委会副主任，次年8月5日兼任中共汾湖镇党委副书记，2009年1月兼任中共平望镇党委书记兼镇人大主席，任职期间，曾于2010年8月至10月在苏州市第十一期中青年干部班学习。2011年3月，出任中共吴江汾湖经济开发区党工委副书记、管委会副主任兼汾湖镇党委书记。
2011年6月出任中共吴江市委常委，吴江汾湖经济开发区（汾湖高新技术产业开发区）党工委副书记、管委会副主任，汾湖镇易名为黎里镇后，吴新明出任新的黎里镇首任党委书记。吴江撤市建区后任吴江区委常委，2015年升任正处级，任中共吴江区委常委，吴江经济技术开发区党工委副书记、管委会副主任并兼任中共同里镇党委书记。
2016年2月出任苏州市商务局局长、党组书记，翌年2月出任中共苏州高新区党工委副书记、管委会副主任兼虎丘区委副书记、苏州浒墅关经济技术开发区党工委书记，2018年1月当选为虎丘区区长。
2018年9月升任中共苏州高新区党工委书记，虎丘区委书记兼区长，2019年12月接替出任无锡市长的杜小刚担任中共昆山市委书记、昆山经济技术开发区党工委书记。
2021年9月2日，出任中共南通市委副书记、市长。
2023年3月，任南通市委书记。

## 荣誉
2021年6月29日，中共中央组织部决定授予吴新明“全国优秀县委书记”荣誉称号。